# Tim Southam
Tim Southam (Montreal, 1 de octubre de 1961) es un director de cine y televisión canadiense.

## Carrera
Tim Southam ha dirigido películas canadienses y series internacionales.
Su película de danza de 1994 Satie y Suzanne, que también escribió, evoca la relación de Erik Satie con la pintora Suzanne Valadon. El programa fue nominado al Grammy al mejor vídeo de larga duración en 1997.  Su largometraje documental de 1997, Drowning in Dreams, que sigue la obsesión de varios hombres por un naufragio que yace en el fondo del lago Superior, se proyectó en el Festival Internacional de Cine de Toronto de 1997 y fue nominado a un Premio Genie. En 1998 Southam dirigió la película de la CBC/ SRC L'histoire de l'oie, conocida en inglés como The Tale of Teeka, que fue una adaptación de Michel Marc Bouchard de su célebre obra teatral del mismo nombre, ganadora entre otros premios de varios Prix Gémeaux y The Banff Rockie.
En 2002 dirigió la película La bahía del amor y las penas basada en una novela de 1998 de David Adams Richards, coescribiendo la película con el novelista. En 2005, su miniserie Trudeau II: Maverick in the Making recibió buenas críticas, al igual que su documental Danser Perreault, que ganó el premio del Festival Internacional de Cine de Arte de Montreal de 2005 a la Mejor obra canadiense, así como un Premio Gemini de 2006 a la Mejor dirección en un programa o serie de artes escénicas. Su película de 2006 Un indio muerto también fue un éxito de crítica y audiencia y ganó un Premio Gemini a la Mejor dirección en un programa o miniserie dramática.
Sin dejar de hacer películas y documentales, Southam comenzó a dirigir episodios de televisión en 2001 con dos episodios de la serie policíaca Blue Murder y varios episodios de la serie cómica Naked Josh, 2004-2006. De 2006 a 2011 dirigió los ocho episodios de la serie de comedia canadiense Moose TV protagonizada por Adam Beach, dos episodios de Heartland, un episodio de Flashpoint, dos episodios de la serie de Douglas Coupland  JPod, y tres episodios de Haven. También fue guionista en 1995 y 1996 de la serie dramática canadiense Traders' escribiendo tres episodios y ejerciendo de editor de historia en la primera temporada.
En julio de 2011 Southam dirigió el piloto de CTV Quédate conmigo protagonizado por Andrea Roth. Ese mismo verano dirigió el piloto de Cracked de la CBC, que duró dos temporadas, así como un episodio de Rookie Blue.
En 2008 Southam inició una larga carrera como director y productor de series internacionales, dirigiendo nueve episodios de Bones] y dos de House para Fox, tres episodios de Bates Motel para A&E, un episodio de The Dead Zone y siete de Colony para USA, un episodio de Hell on Wheels y dos de NOS4A2 para AMC, dos episodios de Hap & Leonard para Sundance, cinco episodios de Lost in Space y dos de Locke & Key para Netflix, y un episodio de American Gods para Starz y Amazon Prime, por el que ganó un Premio DGC 2021 al Logro Sobresaliente como Director en una Serie Dramática. Además de dirigir, fue productor supervisor de su piloto para Cracked, productor de la cuarta temporada de Bates Motel, coproductor ejecutivo de la tercera temporada de Colony y productor ejecutivo de la primera temporada de Locke & Key. Su episodio "Forever" de Bates Motel fue incluido por The New York Times en su lista de 'episodios memorables de 2016' y por Hollywood Reporter como uno de los quince mejores episodios de 2016.
Tim Southam forma parte de la Junta Ejecutiva Nacional del Gremio de Directores de Canadá, ejerciendo durante seis años como Presidente de la División Nacional de Directores del Gremio, y durante seis años como su Presidente Nacional.

## Vida privada
Southam está casado con Eda Holmes, que actualmente es directora artística y ejecutiva del Teatro Centauro de Montreal.